# Unión Internacional de Farmacología
La Unión Internacional de Farmacología más conocida por sus siglas IUPHAR —en inglés: International Union of Basic and Clinical Pharmacology— es una asociación de voluntariado sin fines de lucro que busca representar los intereses del mundo científico abocado a los campos de la farmacología, con el fin de para facilitar mejores medicamentos a través de la investigación y educación global alrededor del mundo.

## Historia
Establecida en 1959 como una sección de la Unión Internacional de Ciencias Fisiológicas —en inglés: International Union of Physiological Sciences—, la IUPHAR se convirtió en una organización independiente en 1966 y es miembro del Consejo Internacional para la Ciencia (ICSU). El primer Congreso Mundial de Farmacología se celebró en Estocolmo, Suecia, en 1961, para posteriormente celebrarse cada tres años; después de 1990, los Congresos Mundiales fueron trasladados a un intervalo de cuatro años. En estas reuniones no solo se presentan los últimos avances farmacológicos en los ámbitos de investigación, tecnología y metodología, sino que además, proporcionan un espacio para la colaboración internacional y el intercambio de ideas; en particular, una Asamblea General compuesta por delegados de todas las sociedades miembros, se reúnen durante los congresos con el fin de elegir a un Comité Ejecutivo y votar sobre cuestiones relativas a la gestión directiva y las actividades de la unión.

## Composición
IUPHAR está conformada por diversas sociedades nacionales de todo el mundo, sin embargo, las distintas secciones y comités están compuestos por académicos, empresas farmacéuticas y organizaciones gubernamentales, quienes trabajan en conjunto para avanzar en el campo de la farmacología. Dentro de sus divisiones, se encuentran la División de Farmacología Clínica, que se centra en las necesidades y herramientas de investigación para médicos,  y el Comité de Nomenclatura de Receptores y Clasificación de Medicamentos (NC-IUPHAR) —en inglés: Receptor Nomenclature and Drug Classification— que facilita la interrelación entre el descubrimiento de nuevas secuencias del Proyecto de Genoma Humano y la designación de las proteínas derivadas como receptores funcionales y canales iónicos.

## Actividades
En general, la IUPHAR ofrece a los farmacólogos experiencia curricular gratuita, desarrollo profesional y ofertas de trabajo (los PharmacoCareers.org sin fines de lucro), recursos de investigación y oportunidades de colaboración. 